# Royal Harwich Yacht Club
Le Royal Harwich Yacht Club est un club nautique du Royaume-Uni fondé en 1843 à Harwich dans le Comté d'Essex, seul port entre la Tamise et le Humber.

Le club est désormais installé proche d'Ipswich dans la nouvelle marina  Woolverstone Marina .

## Histoire
Depuis 1823, des régates étaient organisées à Harwich. C'est en 1843, qu'un yacht club a été créé sous le nom de Eastern Yacht Club pour continuer à organiser les régates.

En 1845, son Commodore William Knight obtient la Charte royale de la reine consort Adélaïde qui en devient le président. Il prend alors le nom de Royal Harwich Yacht Club.
Après la seconde guerre mondiale, le club ne peut se réinstaller à Harwich car ses locaux ont été démolis pour agrandir la base navale. Des pontons flottants ont alors été installé vers les années 1970 à Woolverstone pour attendre la construction d'un centre définitif. La Woolverstone Marina accueille désormais le RHYC. 
Son Commodore actuel en est le prince Philip.

## Coupe de l'America
Après la première défaite britannique à la Coupe de l'America en 1870 avec le yacht Cambria du Royal Thames Yacht Club, Lord James Lloyd Ashbury a commandé la goélette Livonia pour concourrir une seconde fois à la Coupe de l'America, au nom du Royal Harwich Yacht Club.